# Śwignajno Małe
Śwignajno Małe (deutsch Klein Schwignainen) ist ein kleiner Ort in der polnischen Woiwodschaft Ermland-Masuren. Er gehört zur Gmina Ruciane-Nida (Stadt- und Landgemeinde (Rudczanny/Niedersee-Nieden)) im Powiat Piski (Kreis Johannisburg).

## Geographische Lage
Śwignajno Małe liegt im Südosten der Woiwodschaft Ermland-Masuren, 26 Kilometer südöstlich der einstigen Kreisstadt Sensburg (polnisch Mrągowo) bzw. 19 Kilometer nordwestlich der heutigen Kreisstadt Pisz (deutsch Johannisburg).

## Geschichte
Im Jahr 1819 wurde Klein Schwignainen gegründet. Am 22. Februar 1875 wurde aus den Forstkolonien Schönfeld (polnisch Ładne Pole) und Klein Schwignainen die Landgemeinde Schönfeld-Schwignainen gebildet, die bis 1945 zum Amtsbezirk Ukta im Kreis Sensburg im Regierungsbezirk Gumbinnen (ab 1905: Regierungsbezirk Allenstein) in der preußischen Provinz Ostpreußen gehörte. 
Aufgrund der Bestimmungen des Versailler Vertrags stimmte die Bevölkerung im Abstimmungsgebiet Allenstein, zu dem Schönfeld-Schwignainen gehörte, am 11. Juli 1920 über die weitere staatliche Zugehörigkeit zu Ostpreußen (und damit zu Deutschland) oder den Anschluss an Polen ab. In Schönfeld-Schwignainen stimmten 260 Einwohner für den Verbleib bei Ostpreußen, auf Polen entfielen keine Stimmen.
Die Landgemeinde vergrößerte sich am 30. September 1928 um den Nachbarort Groß Schwignainen (polnisch Śwignajno Wielkie), der eingemeindet wurde. Am 7. April 1930 wurde die Landgemeinde Schönfeld-Schwignainen in „Schönfeld“ (ohne Zusatz) umbenannt.
Als 1945 in Kriegsfolge das gesamte südliche Ostpreußen an Polen überstellt wurde, war auch Klein Schwignainen davon betroffen. Der Ort erhielt die polnische Namensform „Śwignajno Małe“ und ist heute eine Ortschaft im Verbund der Stadt- und Landgemeinde Ruciane-Nida (Rudczanny/Niedersee-Nieden) im Powiat Piski (Kreis Johannisburg), bis 1998 der Woiwodschaft Suwałki, seither der Woiwodschaft Ermland-Masuren zugehörig.

## Religionen
Vor 1945 war Klein Schwignainen in die evangelische Kirche Alt Ukta in der Kirchenprovinz Ostpreußen der Kirche der Altpreußischen Union bzw. in die römisch-katholische Kirche Sensburg im Bistum Ermland eingepfarrt.
Heute gehört Śwignajno Małe katholischerseits zur Pfarrei Ukta im Bistum Ełk der Römisch-katholischen Kirche in Polen. Auch die evangelischen Einwohner orientieren sich zur Kirche in Ukta, wo die nun Petrikirche genannte alte Dorfkapelle heute eine Filialkirche der Pfarrei Mikołajki (Nikolaiken) in der Diözese Masuren der Evangelisch-Augsburgischen Kirche in Polen ist.

## Verkehr
Śwignajno Małe liegt nördlich der Woiwodschaftsstraße 610 und ist von ihr über Ładne Pole (Schönfeld) auf direktem Wege zu erreichen. Die nächste Bahnstation ist Ruciane-Nida an der Bahnstrecke Olsztyn–Ełk (deutsch Allenstein–Lyck).